# باچینتسی
باچینتسی (به لاتین: Bačinci) یک منطقهٔ مسکونی در کرواسی است که در Šid Municipality واقع شده‌است. باچینتسی ۱٬۳۷۴ نفر جمعیت دارد.